# Egil Johansen (Orientierungsläufer)
Egil Johansen (* 18. August 1954) ist ein ehemaliger norwegischer Orientierungsläufer. 1976 und 1978 wurde er Weltmeister im Einzel, 1978 auch mit der Staffel.
Bei den Welttitelkämpfen 1976 in Aviemore wurde er vor dem Schweden Rolf Pettersson Weltmeister im Einzel sowie Vizeweltmeister mit der Staffel. Zwei Jahre später bei den Weltmeisterschaften im norwegischen Kongsberg gelang ihm das Doppelpack, in dem er im Einzel vor den Finnen Risto Nuuros und Simo Nurminen seinen Titel verteidigen konnte sowie mit der Staffel (Jan Fjærestad, Svein Jacobsen und Eystein Weltzien) Weltmeister wurde. 1979 in Tampere wurde er im Einzel hinter dem Norweger Øyvin Thon Vizeweltmeister, mit der Staffel aber lediglich Sechster. In der norwegischen Staffel laufend gewann er dafür 1980 und 1982 bei den Nordischen Meisterschaften zwei Titel.
Zwischen 1975 und 1980 verbuchte er bei norwegischen Meisterschaften neun Siege.

## Platzierungen
Weltmeisterschaften:
- 1976: 1. Platz Einzel, 2. Platz Staffel
- 1978: 1. Platz Einzel, 1. Platz Staffel
- 1979: 2. Platz Einzel, 6. Platz Staffel

Nordische Meisterschaften:
- 1975: 12. Platz Einzel, 2. Platz Staffel
- 1977: 7. Platz Einzel, 2. Platz Staffel
- 1980: 4. Platz Einzel, 1. Platz Staffel
- 1982: 9. Platz Einzel, 1. Platz Staffel